# Kerryn Pethybridge-Rim
Michelle Kerryn Pethybridge-Rim, née Michelle Kerryn Rim  le 7 septembre 1962 à Myrtleford, est une biathlète australienne. 

## Biographie
Elle commence le biathlon en 1983 et prend part à la Coupe du monde dès 1984, première année où les femmes concourrent. Elle y obtient des bons résultats ensuite, se classant notamment sixième de la saison 1985-1986, où elle est dixième du sprint des Championnats du monde à Falun. En 1992, elle découvre les Jeux olympiques, y obtenant des résultats hors du top trente.
Aux Jeux olympiques d'hiver de 1994, elle se classe huitième de l'individuel, ce qui est son meilleur résultat de l'hiver 
Elle dispute sa dernière compétition internationale aux Jeux olympiques de Nagano en 1998, terminant 43e de l'individuel et 47e du sprint. 

## Palmarès

### Jeux olympiques
| Épreuve / Édition   | Individuel | Sprint | Relais |
| ------------------- | ---------- | ------ | ------ |
| JO 1992 Albertville | 32e        | 39e    | -      |
| JO 1994 Lillehammer | 8e         | 21e    | -      |
| JO 1998 Nagano      | 43e        | 47e    | -      |

Légende :
- — : pas de participation à l'épreuve.

### Championnats du monde
| Épreuve / Édition                      | individuel | Sprint | Poursuite                        | Départ en masse                  | Relais | Course par équipes               |
| Mondiaux 1984 Chamonix                 | 31e        | 28e    | Épreuve inexistante à cette date | Épreuve inexistante à cette date | —      | Épreuve inexistante à cette date |
| Mondiaux 1986 Falun                    | 31e        | 10e    | Épreuve inexistante à cette date | Épreuve inexistante à cette date | —      | Épreuve inexistante à cette date |
| Mondiaux 1987 Lahti                    | 15e        | 25e    | Épreuve inexistante à cette date | Épreuve inexistante à cette date | —      | Épreuve inexistante à cette date |
| Mondiaux 1988 Chamonix                 | 16e        | 19e    | Épreuve inexistante à cette date | Épreuve inexistante à cette date | -      | Épreuve inexistante à cette date |
| Mondiaux 1989 Feistritz                | 13e        | 10e    | Épreuve inexistante à cette date | Épreuve inexistante à cette date | -      | -                                |
| Mondiaux 1990 Kontiolahti/ Minsk/ Oslo | 34e        | -      | Épreuve inexistante à cette date | Épreuve inexistante à cette date | -      | -                                |
| Mondiaux 1991 Lahti                    | -          | 26e    | Épreuve inexistante à cette date | Épreuve inexistante à cette date | -      | -                                |
| Mondiaux 1996 Ruhpolding               | 36e        | 36e    | Épreuve inexistante à cette date | Épreuve inexistante à cette date | -      | -                                |

Légende :

 : épreuve inexistante à cette date

— : pas de participation à cette épreuve

### Coupe du monde
- Meilleur classement général : 6e en 1986.